# Ville Nousiainen
Ville Antero Nousiainen (Kouvola, 5 de diciembre de 1983) es un deportista finlandés que compitió en esquí de fondo.
Ganó dos medallas de bronce en el Campeonato Mundial de Esquí Nórdico de 2009, en velocidad por equipo y la prueba por relevos. Participó en tres Juegos Olímpicos de Invierno, entre los años 2006 y 2014, ocupando el quinto lugar en Vancouver 2010, en la prueba por relevos.

## Palmarés internacional
| Campeonato Mundial | Campeonato Mundial        | Campeonato Mundial | Campeonato Mundial   |
| Año                | Lugar                     | Medalla            | Prueba               |
| ------------------ | ------------------------- | ------------------ | -------------------- |
| 2009               | Liberec (República Checa) | Medalla de bronce  | Velocidad por equipo |
| 2009               | Liberec (República Checa) | Medalla de bronce  | Relevo 4 × 10 km     |